# Streblocera taiwanensis
Streblocera taiwanensis är en stekelart som beskrevs av Chou 1990. Streblocera taiwanensis ingår i släktet Streblocera och familjen bracksteklar. Inga underarter finns listade i Catalogue of Life.